# Oliepose
En oliepose er et tidligere anvendt middel til at dæmpe bølgerne, når et skib var i nød.
Posen er syet af sejldug og forsynet med et skruedæksel for oven. For neden er der et apparat af messing med mange små huller. Posen fyldes med værk (optrævlet tovværk) og der hældes olie i. Med en skrue kan udløbet af olien reguleres. Olieposen fastgøres i en line, så den slæber efter skibet til luvart. Det kan være nødvendigt at prikke huller i posen med en syl, hvis den stopper til. 
Den udsivende olie lægger sig som en tynd hinde på vandet og gør det vanskeligt for vinden at rive vandet op til store bølger. Derved kan bølger, der bryder ind over skibet, dæmpes kendeligt